# 最遊記の登場人物一覧
最遊記の登場人物一覧（さいゆうきのとうじょうじんぶついちらん）では、峰倉かずやの漫画作品『最遊記シリーズ』およびそのメディアミックス作品の登場人物を解説する。
キャスト名で「→」が表記されているものは、作品の節目に声優が交代したもの。

## 三蔵一行
玄奘三蔵（げんじょう さんぞう）
声：高木渉（OVA版）→関俊彦（テレビアニメ版）、（少年期）小林優子（幻想魔伝）→笹島かほる（RELOAD）
年齢：23歳→24歳（RELOAD） 身長：176.5cm（無印では177cm） 体重：64kg 誕生日：11月29日 血液型：A型 ウェスト：56cm。両利き。
正式な法名・現在の肩書きは「第31代唐亜玄奘三蔵法師」「北方天帝使」。
主人公。最高僧「三蔵法師」の一人だが、仏道に帰依する気は全くなく、飲酒・喫煙・博打を嗜む破戒僧。プライドが高く、非常に気が短いため、常に機嫌が悪そうな雰囲気を出しているが、悟空と接しているときは表情が比較的柔らかくなっていたり、笑みに近いものを浮かべている。一行の中では冷静な性格・判断力を持っているが、時には負けず嫌いで子どもっぽい一面もみられる。傲慢で非常に自己中心的だが、その自信と考えに見合った洞察力とカリスマ性を併せ持っているのもまた事実である。メンバーは三蔵を一行のリーダーとして従っているが、信頼というよりはあまりの唯我独尊っぷりに呆れられているものに近い。確かな実力を持ってはいるものの、ものぐさで面倒事に巻き込まれるのを嫌う。他のメンバーは下僕だと公言している。口癖は「死ね」「殺すぞ」。
金髪に紫暗の瞳、タレ目、さらに容姿端麗なため、幼少時代はよく女の子に間違われた。現在でも時折「美人」「女顔」とひやかされ、その度に激怒したり不機嫌になる。悟浄からは出会った当初「性格破綻の金髪美人」と称されていた。
牛魔王蘇生実験阻止という三仏神の勅命により、悟空、悟浄、八戒と共に天竺国を目指す。
幼名は江流（こうりゅう）。幼少時、揚子江に捨てられていたところを光明三蔵に拾われ、金山寺で育てられる。幼年期から法力・武術共に天賦の才を見せ、他の多くの僧侶に「修羅か羅刹のようだ」と畏怖されていた。生い立ちから「川流れの江流」とあだ名されるが、本人は「江流」の名は気に入っていた。
13歳で三蔵法師の称号を継ぎ、「聖天経文」と「魔天経文」の継承者となる。しかし、敬愛する光明を目の前で殺された上、聖天経文を持ち去られたため、経文と師の仇を探すべく金山寺を下山。16歳のとき聖天経文の行方について三仏神に謁見したことをきっかけに長安の慶雲院に留まることになり、三蔵一行として旅に出るまでそこの総責任者に就いていた。
敬愛する師から唯一授かった言葉「無一物」を自分なりの解釈の元、その信念に従って生きている。
出自については、烏哭三蔵法師によると父は政治的権力者、林徒候。母は行商の娘・香藍だが、徒候の政治的圧力により引き離され徒候は行方不明となり香藍は出産後、病死とされる。
師から継いだ「魔天経文」とその守護者たる師と同じ三蔵法師という立場を大切にしており、これらを金儲けの道具にされたり、安売りする事態に陥りそうになると強く抵抗する。
拳銃を愛用。騒ぐ仲間はハリセンで殴る、もしくは銃を乱射する。体力も非常に高く、ロッククライミングで通る道を妖怪の悟空たちと同じように登って行った。「魔天経文」を肩にかけており、「魔戒天浄」という技も使う。なお、原作では「S&W M-10」、アニメ版では「昇霊銃」（架空の拳銃）。
特殊な経歴故に本来の三蔵法師として積むべき修行を経験していないため、戦闘でも「魔戒天浄」以外は法力による術を使うことはほぼ無い。しかし、力を固形化した“「神」にしか施せない”と言われる特殊な悟空の妖力制御装置を作れるほど強力な法力の持ち主である。
ヘビースモーカーで、マルボロ赤（ソフト）を愛煙。機嫌が悪くなるほど吸う量が増える。新聞を読むときは眼鏡をかける。酒には強い方だが、酔うとたまに人格が変わる。
『RELOAD』に移行する際、彼の格好だけは“三蔵法師の伝統的な正装”ということで、履物を草履からブーツに変更するのみに留まった。
低血圧なため、朝は寝起きが悪い。寝起きは密かに機嫌が悪い八戒に対し、三蔵の場合露骨に機嫌が悪い。
チーズと猫が苦手で、猫アレルギー。伸びたラーメンやラーメンの具にマヨネーズを好むマヨラーなことや、ドラマCDでアイスコーヒーとジンジャエールを混ぜたものを平気で飲んだため、「味覚が宇宙人」（悟空）「味覚障害」（八戒）などと評される。レストランで料理より先にデザートメニューに目を通すなど、甘党な一面もみせる。
　13歳からの約4年間諸所を放浪していたため、『BLAST』に移行する際、異変の影響の色濃い西域にて一行が食料に困っていたときには自ら狩りで調して捌くことができるなど「サバイバー」（悟空評）な一面を持つ。
何でも器用にこなすタイプとも評されていたが、小説『紅楼天戯』にて演技に関しては全く才能が無い事が分かった。また、同作にて女装も披露しており、他の3人から「ハマりすぎ」と評されている。
孫悟空（そん ごくう）
声：岡野浩介（OVA版）→保志総一朗（テレビアニメ版）
年齢：18歳→19歳（RELOAD） 身長：162cm →165cm（RELOAD）体重：61kg 誕生日：4月5日 血液型：O型
花果山の仙岩卵から生まれた。大地の生命エネルギーが集結して誕生した、大地の精霊と呼ぶべき存在。人、神でもない異端の存在で、混沌の象徴とされる。
凶事の象徴とされる金晴眼を持つ少年。そのため500年前に天界に保護される。そこで金蝉、捲簾、天逢との友情を得るが、大罪を犯し、地上界・五行山の岩牢に封印される。三蔵により牢の封印を解かれたが、天界での記憶は現在も封じられたままである（500年前の物語は「後述」を参照）。
年齢の割には幼い内面であり、食べることが思考の大部分を占め、「腹へった」が口癖な能天気な性格。三蔵や悟浄からは「バカ猿」と呼ばれ、子供扱いされている。しかし、彼の裏表のない優しさや明るさ、純粋さが、自滅傾向が強く捻くれている他の面々の均衡を保っている節もある。強者相手にワクワクしたり、曲がった事や納得できない事、隠し事を嫌う一直線さを持ち、事や人の本質を的確に見抜くこともある。500年を孤独に過ごしたこともあり他人の孤独にも敏感で、何かを「失う」ことに極端な反応を示している。
戦闘時には、三節棍にも変型する如意棒（にょいぼう）を操る。旅に出る約1年前までは髪が長かったが、運悪く悟浄の錫月杖の鎌により切断。この時、同時に如意棒を手に入れる。
額の金鈷（きんこ）が妖力制御装置。通常の制御装置とは異なり、強大な神通力を固形化した特別なもので、現在着けているものは玄奘三蔵が自身の神通力を固形化したものである。外れると力が開放され、本来の姿、斉天大聖となる。こうなると自我を失った血を好む殺戮者と化し、三蔵や金蝉以外の声は届かず敵味方区別なく襲い掛かる。外見もやや変化し、髪が伸び、耳や爪は尖り、瞳孔も縦長になる。腹部には普段は無い特殊な模様が現れる。普段の悟空では発揮し得ないその力は"神"に等しいとされる程凄まじく、自身がダメージを負った時には天地から“気”を吸い上げて傷を癒し、強力な拳銃弾を容易く素手や歯で防ぎ、妖力で天候を狂わせ鎌鼬や雷雨を巻き起こす。本来の姿での記憶は無いらしく、戻った後は必ず爆睡する。
西域の天竺国への旅も、当初は「三蔵が行くから付いていく」程度の軽い気持ちだったが、旅を通して様々な経験をし、成長していく中で、「牛魔王蘇生実験を阻止する」ということが、自分の意志であることを再確認する。
基本的に食べ物であれば何でも好きなようだが、特に肉まんを食べているところが描かれることが多い。またわさびは食べられない。
筋肉質な体型に憧れており、ガトの肉体に惚れ惚れしていた。
小説『紅楼天戯』では京劇に興味を持ち、高度な技をすぐに覚える様は劇団員からも超一流の才能があると評された。
沙悟浄（さ ごじょう）
声：山寺宏一（OVA版）→平田広明（テレビアニメ版）、（少年期）鈴木佳由（幻想魔伝）→細野雅世（RELOAD）→松本沙羅（RELOAD BLAST）　
年齢：22歳→23歳（RELOAD） 身長：184cm 体重：75kg 誕生日：11月9日 血液型：B型。
妖怪とその愛人であった人間の女性との間に生まれたハーフ。純粋な妖怪ではないため元から人間の姿に近く、特に妖力制御装置を付ける必要はない。煙草はハイライトを愛煙。嫌いな食べ物は梅干しと甘いもの。大雑把な性格で女癖が悪い。人当たりも生活態度も悪いが、男気と優しさを持ち合わせている兄貴分的存在。粗雑な態度に反してなんだかんだいってお人好しだが、意地っ張りで天邪鬼。その為、貧乏クジを引き易く、八戒から買い物を全部任されたり荷物持ちにされたり、ボートを1人で漕ぐなど、損な役回りも多い。自称「器用貧乏」。三蔵からは「疫病神」とも称される。ナンパを趣味にしているが、実際は子供によく好かれる。
3歳の頃両親の心中に巻き込まれたが、ただ1人生き残った。その後、妖怪である父の正妻の家に引き取られる。人間と妖怪のハーフは禁忌とされていて、彼の持つ真紅の髪と瞳は、混血児共通の特徴でもある。
義母から「禁忌の子」「愛人の子」と虐待を受け、唯一彼を受け入れていたのは、異母兄の沙爾燕だけだった。どんなに虐待されても養母を嫌いになれなかったが、義母に殺されそうになった際、爾燕の手で義母は死亡。爾燕は罪悪感から姿を消してしまう。左頬の傷は養母に殺されかけた際に出来たもの。以降は一人で生きてきたらしいが、詳しいことは語られていない。そんな過去からか、賭け事と色事で生計を立て、自由奔放かつ自堕落な生き方をしていたが、負傷した八戒を拾い、介抱したことをきっかけに三蔵達とも出会い、生活が一変する。八戒の件が一段落した後、一度髪をバッサリ切ったことがある。しかし「うっとうしいよりまし」といった三蔵への当てつけにまた伸ばし始め、現在に至る。
悟空とは喧嘩仲間。子供じみた喧嘩は日常茶飯事で、その度に三蔵の発砲の的となる。三蔵とは悪友という関係。どちらも負けず嫌いで、お互いの神経を逆撫でし合って喧嘩することが習慣化しているが、悟空と違い煙草を片手に大人の会話も出来る仲。八戒とは、西に旅立つまでの約3年間同居していた事もあり、親友という関係。小説「華焔の残夢」では、八戒は悟浄を「他人に優しく、自分に厳しい人」と評している。また、カミサマからは「優しいんだね」と言われる。
八戒には、かつて一夜をともにした女と生涯連れ添うことになりかけた時に催眠暗示で助けてもらったり、三蔵に心臓を打ち抜かれた時に傷を塞いでもらったりと、何かと多大な恩があると共に、多くの弱みを握られている。また、賭け事で食っている腕前でありながらポーカーでは八戒に完敗していた。
戦闘には錫月杖という鎖を操る錫杖を用いるが、素手での格闘も得意としている。他の仲間からは悪口で河童と言われているが泳ぎは苦手。前髪の2本の跳ねっ毛を触覚に例えてゴキブリとも言われる。また、観世音菩薩に不意打ちでキスされた時は「おまえ、慣れてるな」とコメントされた。女の涙は苦手。
無印と『RELOAD』との服装の違いが一番明確で、初めは青のバンダナに袖の無い青の上着だったが、八戒の計らいにより落ち着いた茶の長袖となる。作者の峰倉かずや曰く「情けないけどいちばんいい奴で、一行の中で一番好きなキャラクター」。また、悟浄の良さは25歳を過ぎないとわからないらしい。
小説『紅楼天戯』では意外にも役者の才能があるとされ、八戒からは「かなり上手」、悟空からは「意外とマトモ」と評された。作中では三蔵との夫婦役を演じている。
猪八戒（ちょ はっかい）
声：石田彰、（少年期）東さおり
年齢：22歳→23歳（RELOAD） 身長：181cm（RELOADでは約180cm） 体重：73kg 誕生日：9月21日 血液型：AB型。
三蔵一行内で唯一、礼儀正しく笑顔の似合う人当たりの良い温厚な青年。素行に問題のある他3人を宥める保父的存在であり、三蔵一行を西へと運ぶジープ（白竜）の飼い主兼操縦者。本人曰く「現役保父さん」。一行の中の立場は「中立」と称している。
普段は物腰が柔らかいが癇に障った時や怒った時は非常に恐ろしく、その笑顔が逆に恐怖感をかもし出すため、普段は散々三蔵を怒らせている悟浄や悟空も八戒だけは本気で怒らせてはいけないと悟っている。そのため敵に回すと一番厄介な人。毒舌とも取れる鋭いツッコミ（ボケ？）を笑顔で入れる三蔵一行の影の権力者。温厚な雰囲気とは裏腹に以外に短気な部分もあり、機嫌が悪い時に発するえぐるような毒舌は、それが冗談なのか嫌味なのかわからない。三蔵と互角に睨み合ったり口論で勝てたのは、一行の中で彼のみ。内面は繊細なようでいて熱く、男っぽい。また、酒と博打が滅法強く、悟浄すら負かせる一面もある。ただしヘイゼルとは互角で、ポーカー勝負ではケリがつかなかったようである。教師をしていた経験からか、悟空の家庭教師をしていた時期がある。すぐに手が出る悟浄や三蔵と違い言葉で諭すので、悟空から「優しい」と思われている。
瞳は翠碧色で秀麗な面立ち。右目はほとんど見えないため（後述）、常時片眼鏡をかけているが、現代の服を着ているイラストや過去のエピソードでは、普通の眼鏡をかけている。
武器は持たないが、気孔術で攻防・治癒をすることが出来る。気孔術は見よう見まねでできたらしい。三蔵一行の生命線と言っても過言ではない万能さだが、気孔術は術者の生命力を割いて発動するため、過度の使用は八戒自身に危険を及ぼす。原作第1巻の紹介の中では「（武器は）笑顔」と記述されており、悟浄曰く「八戒の場合は笑顔と言葉（ツッコミ&毒舌）が武器同然」。自らを器用貧乏と評する。
左耳の三つのカフスを外すことで妖怪の姿へと変化する。彼の場合、変貌後も自我があるが、長時間その姿でいると負の波動の影響を受けるため、危険でもある。妖怪の姿になると、体中に蔓と葉の模様が巻き、「猫のような縦長の瞳孔」「尖った耳」「長い爪」など妖怪の特徴が現れる。戦闘能力は妖怪の中でも突出しており、金鈷を外し斉天大聖と化した悟空にも短時間なら食い下がるほど。
かつては猪悟能（ちょ ごのう）という名の人間であり、孤児院で育つ。高名な学院から誘いが来るほど優秀だったが、当時は全く笑わない子供で、他の子供から恐がられていた。孤児院を出てからは、町外れの子供塾の教師として暮らす。が、ある時、大妖怪・百眼魔王によって、同居していた恋人・花喃（かなん）がさらわれる事件が発生。悟能は彼女を生贄に差し出した村人の半数を虐殺、その1年後にようやく居場所を突き止め、行く手を阻む百眼魔王の一族や手下も次々と殺しつつ、遂に彼女との再会を果たす。この後の顛末で彼は恋人を失い、自らも妖怪へ変貌するが、腹部には傷痕が残った。
その後、雨の中、傷ついた体で道に倒れていたのを悟浄に拾われる。前述の村人の殺戮の罪で、三仏神の命を受けた三蔵に追われることとなり、その過程で悟空とも知り合う。「八戒」と改名したのも、その時の事である。今でこそ食えない面が目立つ八戒だが、このころは一歩引いた態度で相手に非常に気を使う謙虚さが主立っていた。しかし、埋葬編の事件から心境が変わり、さらに清一色の事件で過去を吹っ切り、恐ろしい性格に磨きがかかり現在に至る。
花喃はアニメ版では恋人の設定になっているが、原作では恋人であり実の姉。長安の学院で15歳の頃巡り会うが、当初は姉であることを知らなかった。母親は娼婦。両親が離婚し、悟能は母親に、花喃は父親にそれぞれ引き取られる。母親が失踪した為、孤児院に預けられた。『幻想魔伝』では孤児院のある地を訪れた際、シスターになった幼なじみのシャオヘイとの再会や、かつての自分と同じような少年リンチェイとの話が描かれた。
原作では自ら右目をえぐり落としたため、右目は義眼。アニメでは自傷により視力が落ちたことになっている。小説版では「鏡花水月」以外あまり触れることはなく、「螺旋の暦」で“ほとんど見えていない”と表現されるのみに留まっている。
アニメ版『RELOAD』では「千の妖怪の血を浴びると妖怪へと変貌する」という説には八戒自ら否定的で、迷信と断言している。
『RELOAD』に移行した際、一行の衣装が変わったのは彼による悪戯が原因である。
ジープが行方不明になったとき、悟空と悟浄から「時々運転が荒い」と指摘されている。小説版によると運転は見まねで、悟浄から運転免許を有していないことに不安がられている。
炊事、洗濯、掃除などの生活能力、人とのコミュニケーション能力や社会的マナーをはじめ、通信教材や見よう見まねで大概の事はこなす、専門的な知識や雑学、古い流行りネタに堪能であり、作者の峰倉かずや曰く「"おかしな人"で、（作者自身も）手に負えない」とのこと。
ジープ / 白竜（はくりゅう）
声：茂呂田かおる（幻想魔伝）→岡嶋妙（RELOAD）→戸田めぐみ(RELOAD-ZEROIN-)
原作並びにOVA版では「ジープ」と呼ばれるが、『幻想魔伝 最遊記』以降のアニメ版では「白竜」と呼ばれる。
禁断の汚呪と呼ばれる、「化学と妖術の合成」によって作り出された存在であり、その証として赤紅色の眼を持つ。小説版では百眼魔王の城から紛失した宝具であることが書かれている。
普段は翼を持つ白い竜で、ジープに変身できる。変身後もある程度は自身の意思で動くことが可能。アニメ版では、火を吹いたことがある。
一度だけ、偶然出会った兄妹たちを元気付けるために内緒で夜遊びしたことがある。帰って来てから「この大きな人たち（三蔵一行）が一番放っておけない」という考えに至ったらしい。三蔵達は律儀なジープが勝手に居なくなったため、盗まれたか家出したかと心配し夜の町を探しまわっていた。
悟浄と同居していた頃に、八戒が森の中で弱っているジープを拾って以来、彼のペットになる。自動車形態での運転も基本的に八戒が行う。悟浄とは当初、あまり仲は良くなかったが、「禁忌の存在同士」という共通点で仲良くなる。しかし、三蔵は偉い人、八戒は飼い主、悟空は自身と同等、悟浄のことは自分より下に見ているらしい。
小説版では、拾われてしばらくは「白竜」と呼ばれたが、その後“「白竜」では見た目そのままな気がする”という八戒の考えで「ジープ」と命名された経緯が書かれている。

## 牛魔王側
紅孩児（こうがいじ）
声：松田佑貴（OVA版）→草尾毅（テレビアニメ版）
誕生日：1月6日 身長：約172cm 特技：忍耐強さ、冗談の通じなさ 趣味：日々のトレーニング、規則正しい健康的な生活を送る事
牛魔王と羅刹女の間に生まれた子供。冷酷にふるまっているが、実際には身内や信頼した仲間には心から接する情け深い好漢で、自我を保つ妖怪の間ではカリスマ的存在。その一方、妹の李厘におちょくられることが多く、女性の頼みには弱い面もある。玉面公主に「マザコンボウヤ」と言われる程、母を慕い、耳には母と揃いの三角のピアスを付ける。
体術を得意とする他、火炎妖術や召喚術も使う。
闘神哪吒太子に父・牛魔王が討伐された際に封印されるが、何者か（玉面公主）に封印を解かれて覚醒。そのため、見た目は青年だが、実際は500歳以上と考えられる。羅刹女の呪縛を解くため、義理の母親・玉面公主に不満を持ちながらも命令に従う。魔天経文を手に入れるべく、三蔵一行と幾度となく交戦するが、彼らの「自分のために戦う」信念に影響を受けたこともあり、敵対しながらも関心を抱き、悟空からはライバル視されている。アニメ版では共闘することも多い。
一時期、你健一に洗脳され、三蔵から経文を奪い取ることしか考えない非情な人物と化したこともあったが、悟空との戦いや、独角兕と八百鼡の言葉で正気を取り戻す。
八百鼡（やおね）
声：柊美冬（鶴野恭子）（OVA版）→皆口裕子（テレビアニメ版）
誕生日：1月28日 身長：約172cm 趣味：家事全般、だが天然ボケ 嫌いなもの：虫 特技：怪しい薬品の調合、おかしな趣味の裁縫
紅孩児直属の部下で、薬師でもある妖怪の娘。ドジッ娘な一面も見せるが気丈な性格の持ち主。
元々薬師であった両親を百眼魔王に殺され、本人もその美しい容貌故にその百眼魔王に献上されそうになったが、紅孩児に助けられ、以降彼に付き従うようになった。
根は心優しい女性なので、三蔵一行と敵対しつつも、特に自分に気遣いの言葉をかけてくれた八戒に対しては、完全に敵意を示せないでいる。独角兕に対しては手厳しく、年下なのに姉のような一面も見せる。アニメ版では、李厘のお目付け役として描かれることも多い。
武器は細身の槍と爆薬、毒薬を始めとする薬類多種。
独角兕（どくがくじ）
声：菅原正志（CDドラマ）→松本大（幻想魔伝）→小杉十郎太（RELOAD）→山野井仁（RELOAD BLAST）
身長：約188cm　趣味：木彫り、アコースティックギター　嫌いな食べ物：すっぱい物 特技：剣技、草笛
紅孩児直属の部下。豪快で男臭い性格で、紅孩児にもため口をきく兄貴的存在。
本名は沙爾燕（さ じえん）。悟浄の異母兄で純血の妖怪だが、母親とは違い悟浄との仲は非常に良く、当時の悟浄にとって、唯一心を許せる存在でもあった。殺されそうになった悟浄を助けるため、己の手で母を殺害。その後出奔し、各地を放浪していた時に紅孩児と出会い、以後忠誠を誓う。紅孩児に弟・悟浄の姿を重ねている所があったが、今はひとつの家族として紅孩児たち仲間を何よりも大事に思っている。悟浄とは互いの信念の許に戦いながらも、彼を気にかけてもおり、アニメ版では共闘も度々描かれた。
武器は柄の部分に目玉がついた大刀。錫月杖の鎖を断ち切る程の切れ味を誇る。
李厘（りりん）
声：野川さくら（OVA版）→茂呂田かおる（幻想魔伝）→川上とも子（RELOAD）
誕生日：8月5日 身長：約135cm 趣味：冒険と昼寝とおやつ 好きな食べ物：その時、食べたい物 嫌いな食べ物：今食べたい物
牛魔王と玉面公主の子供で、紅孩児の異母妹。一人称は「オイラ」。外見はまだ少女だが、巨大な式神を1人で倒せる程の実力者。三蔵一行に「女版悟空」とも称される程の食い気と単細胞な性格も持ち、アニメの設定画も悟空と同じポーズで描かれている。
牛魔王の蘇生実験に欠かせない存在らしく、玉面公主から大事にされているが、そこに愛情は一切存在していないことに本人も気付いている。紅孩児、八百鼡、独角兕の3人にとても懐いており、特に紅孩児には、時折からかいつつも大変慕っている。そのため、三蔵一行には「お兄ちゃん達をいじめるから敵」程度の認識しか持っていない。アニメ版では、原作以上に三蔵一行と絡むことが多いが、彼ら（特に三蔵）からは鬱陶しがられている。
紅孩児の実母である羅刹女に、自分の実母・玉面公主にはないものを感じ取っている。
武器は持たず、素手での肉弾戦を得意とする。幻想魔伝第42話では、八戒の気功術のように飛び道具を使う場面も見られた。
你健一（ニィ ジェンイー）
声：大塚芳忠（RELOADでは冒頭ナレーションも担当）
牛魔王蘇生実験に携わる科学者。生命工学の第一人者とも謳われるが、得体の知れない部分が多く、紅孩児や独角兕からは警戒されている。吠登城では唯一の人間。
人を馬鹿にした口調とウサギのぬいぐるみをよく持ち歩いていることが特徴。メカいじりが趣味で、三蔵一行の妨害にも你のメカが使われている。玉面公主と愛人関係にある。
その正体は三蔵法師の一人にして、カミサマの師でもある烏哭（うこく）三蔵法師。経文はウサギのぬいぐるみに隠している。どのような意図で蘇生実験に荷担しているのか、本当の目的は何なのか、その真相は未だ判明していない。「烏哭三蔵法師」も参照。
アニメ版では原作以上に愉快犯として描かれ、様々な人間や妖怪相手に実験を行った。
黄博士（ホワン はかせ）
声：相沢恵子
牛魔王蘇生実験に関わる女性科学者。生真面目な性格で、マイペースで掴み所の無い你健一とは馬が合わない様子。你健一にからかわれることもしばしば。
你健一の台詞から、玉面公主に対する同性的恋愛感情が察せられる。作中に出たのは姓のみで、名は不明。玉面公主との一枚絵にて、妖怪であることが判明した。
王老師（ワン ろうし）
声：辻親八
牛魔王蘇生実験にたずさわる科学者。スキンヘッドの老妖怪。黄博士と同じく名は不明。你健一とはよくチェスで勝負している。
玉面公主（ぎょくめんこうしゅ）
声：冬馬由美（OVA版）→佐藤しのぶ（テレビアニメ版）
牛魔王の現在の夫人で、牛魔王蘇生実験の首謀者。紅孩児の義母であり、李厘の実母である。
強欲かつ非情な考えの持ち主で、実子の李厘さえも蘇生実験に必要な道具としか見ていないが、最初からそのような性格だった訳ではないらしい。
かつては三蔵の持つ経文の力により牛魔王を蘇生させようと企んでおり、多くの妖怪たちを三蔵一行にけしかけた。その後、ヘイゼルの異教の力にターゲットを変更している。
羅刹女（らせつにょ）
牛魔王の正妻で、紅孩児の実母。500年前、紅孩児共々封じ込められた。玉面公主が紅孩児を解放した後も、彼女は引き続き封印されたままである。
正妻の地位にある故に、玉面公主からかなり妬まれていた。優しく聡明であったらしいが、実年齢・実際の性格等は、未だ封印されているため不明。息子とお揃いのピアスをしている。封印される前、玉面公主と懇意にしていたらしい。
雀呂（ざくろ）
声：堀内賢雄
三蔵一行の前に突如現れた妖怪。独特の大袈裟な言動ゆえに、悟浄からは「劇団ひとり」と呼ばれる。小説「紅楼天戯」にも登場している。
幻術を得意とし、目を合わせた者に幻覚を見せ、精神的なダメージを与える。初登場の際は三蔵一行を幻術にかけ、苦しめた。
アニメ版ではヘイゼルらと手を組むなど、あくまでも「悪役」だったが、原作では悟空とは偶然にも仲良くなった上、八戒の計算された発言によって三蔵一行に寝返ったことにされる、どこか憎めない男である。一応寝返った情報は紅孩児側にも伝わってはいるが、大して重要視はされていない様子。

## その他
三仏神（さんぶつしん）
声：加賀谷純一、折笠愛、宮田始典（OVA版）→千田光男、兵藤まこ、鳥海勝美（CDドラマ・OVA版RELOAD）→佐々木敏、百々麻子、山口由里子（テレビアニメ版）→千田光男、実川貴美子、逢沢ゆりか（RELOAD BLAST）
女性・男性・中性の3柱で構成された神で、それぞれ「和平・中立・混沌」の概念の象徴。観世音菩薩の命を受け、玄奘三蔵に牛魔王蘇生実験の阻止を命じた。
長安南部の山頂に建立されている斜陽殿（天上界と地上を唯一結ぶ聖域）で、最高僧・三蔵法師のみ拝謁できる。三仏神は3柱からなるため、神・仏における役職的な呼称と思われ、地位的には天界と地上の間を取り持つ立場の“中間管理職”である。
玄奘三蔵が長安に来てからは、妖怪に奪われた「聖天経文」の行方を調べるのと引き換えに、様々な雑事を「任務」として与えるようになった。なお、三蔵が所持するゴールドカードは三仏神が与えたもので三仏神名義である。

### 三蔵法師
光明（こうみょう）
声：成田剣（幻想魔伝）→宮本充（RELOAD）
玄奘三蔵の師。彼が赤子の頃、揚子江に捨てられていたところを拾い、金山寺で育てる。玄奘三蔵の本名である「江流」の名付け親でもある。
容姿は端麗・童顔で、常に微笑みを絶やさない。隠れて煙草を吸い、皆が寝静まった夜更けに酒を飲むなど、僧侶として型破りな面も併せ持つ。長い黄金色の髪を持ち、かつてはポニーテールに、後には三つ編みにしている。
少々とぼけた掴み所のない性格だが、その内には人を見極める確かな力と厳しさを秘めている。当時史上最年少の若さで「聖天経文」を継承・三蔵法師になり、後に空位となった「魔天経文」の守り人の地位も継承、「天地開元経文」のうち2つの守護者となった。
当時12歳の江流に法名を与えた夜に妖怪の襲撃に遭い、彼と「魔天経文」を守って死亡。48歳没。
烏哭（うこく）
声：大塚芳忠、（修行僧時代）鳥海浩輔
誕生日：8月24日
「天地開元経文」のうち、「無天経文」を所持する三蔵法師。牛魔王一味に与する你健一と同一人物で、妖怪側に寝返った悪党。
修行僧時代は健邑（けんゆう）と名乗る。あらゆる分野の知識に精通し、17歳で博士号を取得した天才。大抵のことを簡単にこなせてしまうため、「最も難しいこと」である三蔵法師になることを目指して剛内三蔵の下に弟子入りする。師である剛内にその冷酷・悪心を見抜かれており、継承者候補から外されていたが、選考試験中に乱入し僧たちもろとも剛内を殺害した。師の提示した条件である「剛内を打倒し殺害する」ことを満たしたため、当時史上最年少の三蔵法師となる。継承に立ち会った光明三蔵が「烏哭」という法名を付けるが、選ばれし者の証・チャクラは額に現れず、異例の「チャクラを持たない三蔵法師」となった。
光明三蔵には一目置いていて、三蔵法師となった後の約一年間、共に旅をしたらしい。かつて、光明三蔵に「いつか自分を喰ってくれる相手を探している」と言っていた。光明との“賭け”を、今でも忘れずにいる。鳥哭の髪型のモデルは俳優の生瀬勝久であることを、作者が公式サイトの日記で明らかにした。
戦闘技能は高く、修行僧時代でも呪文なしで術を行使、一撃で師の命を奪う程。現在も三蔵一行とヘイゼルを相手にしてなお、全員を圧倒する実力を誇る。手にする「無天経文」は、万物のあらゆるものを無に帰し、それが存在した事実すらも消滅させる。悟空を陰から襲撃したり、三蔵を消そうとするなど度々暗躍。直接対決では圧倒。ガトの銃を手にした三蔵の攻撃を受けながらも、こめかみへの致命傷を避けたが、目元を撃たれたことで盲目となる。
剛内（ごうだい）
声：谷口節
光明三蔵とは古い付き合いで、烏哭三蔵の師。禅奥寺で弟子とともに生活していた。「天地開元経文」のうち「無天経文」の元所有者。
死期を悟り、光明三蔵立会いの元、後継者を決めるために自ら選出した弟子達と戦ったが、選出していないのに試験場に現れた健邑に敗れ死去。剛内は健邑が三蔵になることを予感しており、光明三蔵に後事を託す。なお、『最遊記』作品に登場する三蔵法師の中では唯一、まともな思想と感性を持っている。
紗烙（しゃらく）
声：勝生真沙子
正式な法名は「第二十八代羅漢紗烙三蔵法師」。
「天地開元経文」の一つ「恒天経文」を守護する女性の三蔵法師。西域に入ったと思われる頃に高山の寺院で出会う。顔と肩に大きな傷痕がある。玄奘同様煙草を嗜み、前線に赴く事もある。
天恢（てんかい）
妖怪の三蔵法師。光明、剛内とは同門にあたる。物語開始時にはすでに故人であり、守護していた魔天経文を光明に託している。

### 人間
待覚 大僧正（じかく だいそうじょう）
声：宝亀克寿
慶雲院の大僧正で、院を取り仕切っていた人物。光明三蔵、剛内三蔵の師範代であり、自身も高位の僧でありながら、人目につかない夜中に煙草を吸う型破りな面を持つ。
玄奘三蔵に喫煙を教えた人物で、三蔵法師という立場と魔天経文の重圧で眠れずにいた彼に、からかいながらも重要な示唆を与える。その後、玄奘を追う者たちに慶雲院が襲撃された際、自らを玄奘三蔵法師と偽って迎撃、妖怪を道連れに死亡した。その死は玄奘が本来の姿を取り戻すきっかけとなり、これ以後、彼は正装するようになり、慶雲院の一切を取り仕切るようになった。
花喃（カナン）
声：根谷美智子
現在は故人。八戒が「猪悟能」であった頃の恋人であり、双子の実姉でもある。優しく聡明な女性で、悟能と幸せな生活を送っていた。しかし、悟能が塾で働いている間、村人たちの手で百眼魔王に差し出されて、陵辱されてしまい、その子供を身籠もり、最期には恋人・悟能の目前で自害するという末路を辿る。彼女の自害は悟能が八戒になった後もトラウマになったが、最期まで悟能を愛し続け、強い意志を持っていた女性である。
花喃が死を選んだ原因は、ただ単に妖怪の子を身籠もった事への絶望だけでなく、ある種の執念または「女の情念」と呼べるものも含まれていた。原作者は花喃を「執念の聖母」と評した。アニメ版で八戒は清一色との戦いの際に「喪われたのは1人の女ともう1つの命」と発言。八戒は花喃だけでなく自分の子ではないとはいえ、赤ん坊の命まで喪ったことにも責任を感じていた。百眼魔王の城は悟能が襲撃した後に何者かによって放火され無くなっており、「せめて亡骸だけでも」という八戒の願いはかなわなかった。
実は料理が大の苦手。作者はインタビューで「実は酒や博打が強い八戒に対し、花喃は八戒よりさらに強いという『花喃最強説』がスタッフの間で流れた事がある」と語っている。
アニメ版では、砂漠の町で妖怪への生贄にされようとした花喃に瓜二つの姿を持つ、萌花（ホウファ）という女性が登場する。
朱泱 / 六道（しゅうえい / りくどう）
声：牛山茂
江流（玄奘三蔵）の兄弟子の法力僧。金山寺では、札使いの朱泱として師範代の地位にあった。金山寺の多くの僧侶が江流を畏れた中、唯一の友となった人物。人に物を与えたりしなかった江流が彼に数珠を譲ったことから、その信頼ぶりが窺える。
光明三蔵が死に、玄奘三蔵が寺を出た後、寺を襲ってきた妖怪を滅するために禁断の呪符「阿羅琊の呪」を自らに使用。その結果、自己の渇きを満たすために、善悪問わず全ての妖怪を滅する「六道」となった。
その後金山寺を抜けだし旅の中で三蔵一行と遭遇、戦闘中に覚醒した悟空により左肩を食いちぎられる。一連の戦いの中で、かつて三蔵から与えられた数珠が壊れ、三蔵と交戦中に呪符の呪いが体を侵食、自我を失い暴走し始めた。最後は、自我が消滅する前にそう望んだとおり、三蔵に撃ち殺される。
カミサマ
声：浪川大輔、（少年期）佐藤ゆうこ
自らを「カミサマ」と名乗る青年。本名不明。顔の半分に火傷の痕がある。額にチャクラを持ち一見三蔵法師のようだが、経文は受け継いでいなかった。
元々は身売りをしていた貧しい少年だった。その頃に烏哭三蔵法師と出会い、彼の弟子となる。少年時代の三蔵とも会ったことがある。
子供がそのまま大人になったような人物だが、強力な法力を操り、金閣に集めさせた人間の魂をぬいぐるみに封じ込め、自らの兵として操る力も持つ。だが、烏哭から経文は与えられなかった。
三蔵一行との戦いでは彼らを軽くあしらい、魔天経文を奪い取るが、再戦時には、八戒が提案した連携プレーの前に敗れる。崩れ落ちる自らの城の中で、師である烏哭に「神様はいるのか？」と問い、彼が「いないんじゃないかな」と答えたことに満足して最期を迎えた。

### 妖怪
悟浄の母
声：園田恵子
悟浄の養母。名前は不明で顔もはっきりとは描かれていない。幼い頃に両親を亡くした悟浄を引き取るが、「禁忌の子」や「愛人の子」であることが許せず、泣きながら虐待していた。ついには、悟浄を殺そうとするが、もう一人の息子の爾燕の手で自身が殺されてしまう。彼女の死は悟浄と爾燕の別れとトラウマにも繋がった。死後、悟浄の回想や敵の幻術などで登場し、彼を惑わしている（特に『幻想魔伝』で苦しめられている）。
清一色（チンイーソー）
声：石丸博也（テレビアニメ）→二又一成（CDドラマ）
八戒とも因縁を持つ百眼魔王の息子で、一族唯一の生き残り。八戒を改名前の猪悟能の名で呼ぶ。占い師を標榜し、三蔵一行に近付いた。名の由来は麻雀の配役の1つで、作中でもそれを指摘された。
麻雀牌を媒体にして、対象の物体を式神として操ることができる。他、大量のムカデを出現させたり、目を合わせた相手を操ったりもする。痛覚を持たず、腕をもがれても平然と動ける。
百眼魔王の城で、八戒の繰り広げた殺戮や恋人との結末の全てを見ており、彼が妖怪化したのも、清一色が自らの血を浴びせたためである。その直後八戒に殺されたが、死ぬ間際に自らの体に麻雀牌を埋め込み、自らを式神化することで仮初の命を得、以後も行動出来るようにした。
復讐ではなく「八戒が壊れていく姿を見たい」（アニメ版では復讐心もあった）という理由から八戒を精神的に苦しめていくが、最期は八戒に核である麻雀牌を握り潰されて消滅する。なお、戦闘終了後の八戒は「清一色は僕の影だったのかもしれない」と述べている。
金閣（きんかく）
声：小林沙苗（テレビアニメ）→甲斐田裕子（CDドラマ）
妖怪の子供で、銀閣の双子の兄。両親が暴走したことで孤児となり、行くあてもなく彷徨っていたところをカミサマに拾われた。そのため彼には絶対的な信頼を寄せているが、それを逆手に取られ利用される。
生き物の魂を取り込む不思議な瓢箪を持ち、「悪人退治」と称して付近の村で評判の悪い人間の魂を、次々と瓢箪に封じ込めていた。悟空と八戒の魂を瓢箪内に封じ込めるが、悟浄によって瓢箪を破壊される。その後利用されていた事実を八戒によって知らされたが、直後にカミサマに用済みとばかりに殺された。亡骸は弟と共に三蔵たちの手で埋葬された。
銀閣（ぎんかく）
声：小林沙苗（テレビアニメ）→甲斐田裕子（CDドラマ）
金閣の双子の弟。兄と同じく孤児としてさまよっていたところを、二人揃ってカミサマに拾われた。
最初はカミサマを慕っていたものの徐々に彼を不気味に思うようになり、城から逃げ出そうとしたが、叶わず瓢箪に魂を封じられる。その後、金閣は、式神として召喚した化け物を銀閣だと思い込まされ、手駒とされていた。瓢箪内の精神世界に封じ込められた悟空や八戒に兄を救ってくれるよう願いを託す。銀閣自身の魂が戻るべき身体は既に白骨化し地下に打ち捨てられていたため、魂を封じる瓢箪が破壊されてなお、彼の魂が肉体に戻ることはなかった。
耶雲（ヤクモ）
声：石塚運昇
雪山で遭難した三蔵一行が出会った若い妖怪。異変の影響を受けておらず、雪山で孤児たちと共に暮らしていた。初対面の三蔵一行を手厚くもてなす。
面倒見が良く子供たちから慕われるが、その裏では「異変の影響で暴走した子供を手にかける」という矛盾を抱えていた。妖怪への恐怖もあり麓に住む人間の村人たちとは元々折り合いが悪かったが、ある時村人たちの恫喝が元で子供たちのひとりが暴走してしまう。耶雲は悩みながら出奔した子供を追い始末するが、戻った隠れ家では留守を任せた他の子供たちが村人たちに皆殺しにされるという凄惨な事態が発生。ついには耶雲自身も暴走を起こし、場に居合わせた三蔵たちによって討たれた。その後、一行の手で子供たちと共に雪原に葬られる。
妖怪の少女
声：坂本真綾
『RELOAD』7巻、8巻で登場。名前は不明。妖怪だけが暮らす村に住む、悟空と同じ年くらいの三つ編みの少女。砂漠で遭難している悟空、悟浄、八戒を救出したことで知り合った。紅孩児の大ファン。
気が強く愛想がないが、仲間想いで世話好きな性格。家族は兄だけらしく、自らの村を狙う人間たちに対抗するレジスタンスの一人として活動していた。
悟空に少なからず好意を抱き、また悟空自身も彼女に好意を抱いていたが、兄の銃殺を皮切りとした人間たちとの戦争が始まり、「家族も村も、大事なものを全て奪われて黙っていることなんてできない」と戦って死ぬことを望んだ。止めようとした悟空を振り切り、村の仲間達と共に爆薬を積んだ馬車で特攻をかけて死亡する。別れ際に悟空にキスをしている。

### 異大陸出身者
ヘイゼル＝グロース
声：遠近孝一、伊瀬茉莉也（幼少期）
異国からやって来た司教。京言葉を喋る。一人称は「うち」。幼い頃、烏哭三蔵法師がヘイゼルの家にホームスティしていたらしい。物腰は穏やかだがかなりの自信家であり、人の神経を逆撫でする言動が多い。八戒との仲は険悪。カード勝負は何故かいつも勝負がつかない。妖怪のことを「モンスター」と呼ぶ。
幼い頃に師であるフィルバートをモンスターに殺されて以来、モンスターを憎み、根絶やしにするために旅をしている。しかしフィルバートを殺害したのは、ヘイゼルの中に眠る妖怪ヴラハルだった。心の弱みを突かれ身体を乗っ取られかけるが、三蔵、八戒の助けもあり自力でヴラハルを抑え込み、三蔵一行と協力して翼を駆使し烏哭に立ち向かう。しかし力及ばずに叩きのめされ、隙を突いて奇襲を行うも経文の力により翼を消されて崖から落下し、行方不明となる。後に、どこかの村の村人に助けられて生存していた事が判明したが、ヘイゼル自身は記憶を失っていた。
死者の魂を抜き取り別の死者にその魂を入れて蘇らせるという、特殊な蘇生術を持っており、それを使って妖怪の魂を奪っては人間を蘇らせていた。蘇生術には、胸元に下げる六芒星のペンダントの13の穴にストックした魂を使用。蘇生された人間は、外見は瞳が黄色になる程度だが、食事や睡眠を摂らなくても生きられるらしく、ゾンビに近い存在となっている模様。またヘイゼルの号令により、妖怪を滅する事だけを目的とする奴隷にもなりうる。普段はガトに戦闘を任せているが、自身も体術は得意で足も速い。エクソシストでもあるため、妖怪を滅することも可能だが、それでは蘇生術に使う魂が得られなくなるため、ペンダントを失うまでその類の技は使わなかった。
原作のヘイゼル編（Even a worm編）完結前に放送された2004年のアニメ版（最遊記RELOAD GUNLOCK）では原作より温和になっており、你健一との面識もなく、彼を敵視。紅孩児一行とも交戦した。しかし幼い頃、妖怪への並外れた憎しみから、復讐と何の関係も無い妖怪達の集落へハンター達を差し向けて虐殺をさせた結果、生き残って現れたヴラハルからの激しい憎悪を買うも、なおも自分の非を認めないばかりか、嘲笑う態度を見せた結果、ヴラハルの自らの身を引き換えにした呪いを受けて自らもモンスターと化したという自業自得の展開となっている。その後、自らの手でフィルバートを殺した事を自覚しないまま妖怪を狩り続ける中、ガトにより撃ち殺されるが、彼が自分の魂で蘇らせ、自分がガトを殺したと記憶を変えられていた。その為、全てを思い出してガトの死によって再びモンスター化し、毒を用いて悟空たちを苦しめるも、変化する際に多大な妖力を必要とした為、ガトを含む蘇生された人間は全て再び死を迎えてしまい、その魂は全てペンダントに戻ってしまった。最終的には、自らのやって来た事が結局は良い事をしてきたつもりの独り善がりでしかなかった事実（過去の回想では、自らの力で蘇らせた人間の遺族達から、「蘇らせた人間を元の姿に戻せ」と罵られている）に気付き、涙ながら死ぬ事を望み、三蔵の銃で最期を迎える。その光景を見物していた你健一からは「妖怪を殺して人間を生き返らすなんて、最初から無意味でしたから…」と酷評されている。
ヴラハル
声：遠近孝一（ヘイゼルの身体を乗っ取った状態の時）、西凛太朗（ヘイゼル体内に入る前の実態）
ヘイゼルの中に眠っていた妖怪としての人格。大阪弁を喋り、殺戮を好む残忍な性格の持ち主。フィルバートを殺した張本人である。
悪魔のような黒い翼をもち、気孔波や強力な真空波を自在に操る。
ヘイゼルの身体を乗っ取ろうとしたが、精神内での死闘の末抑え込まれる。
アニメ版では設定がやや異なり、妖怪への常軌を逸した憎悪を抱いていた幼い頃のヘイゼルが差し向けたハンター達によって、自らの集落を襲撃され、それによって仲間達は虐殺され、自身の瀕死の重傷を負わされる。しかし、何とか生き延びた事で、元凶であるヘイゼルの元へ復讐に向かうが、自分の非を認めないばかりが嘲笑う態度を見せた結果、自身の命と引き換えに彼に呪いをかけ、それによってモンスター化したヘイゼルは、自覚の無いままフィルバートを殺害するに至った。
ガティ＝ネネホーク
声：小山力也
通称ガト。ヘイゼルと行動を共にしている、ネイティブアメリカン風の大男。その命は既に失われているが、ヘイゼルの蘇生術によって今なお生き続けている。そのため、空腹や痛み等は感じない。また、何度でも蘇生できるため、無謀な攻撃をしたり、身を盾にしてヘイゼルを守る。ただし、ある出来事の中でヘイゼルのペンダントを握り潰した後は、蘇生を前提とした従前の戦法を咎められるようになった。寡黙で無表情だが、心根の非常に優しい性格。
元々は自然崇拝思想を持ったトカチャ族の猟銃使いの青年だったが、共存していた妖怪を襲ったヘイゼルと敵対し、ヘイゼルから妖怪を庇って死亡。直後ヘイゼルの手により蘇生するが、自然の法則を捻じ曲げたとして一族を追放され、ヘイゼルの従者となったという経緯を持つ。武器は二丁の拳銃。体術にも優れていて、悟空に「ムキムキ」と言われる程筋肉質で屈強な体格を持つ。
烏哭との戦いで無天経文からヘイゼルを守る盾となり、下半身を消される。ヘイゼルが自分から解放されることを望みながら崩れ落ち、その生涯を終えた。
原作のヘイゼル編（Even a worm編）完結前に放送された2004年のアニメ版（最遊記RELOAD GUNLOCK）では、元々「精霊」を崇め生きる分以上の殺生はしない一族の元で暮らしていたが、異大陸の人間の銃撃で死ぬ。が、精霊の力により生き返り、力を得た。拳銃はこの時に入手。その後、精霊によりヘイゼルの所へ行き、次々と妖怪を殺戮するヘイゼルを殺そうとしヘイゼルがモンスター化するも撃ち殺す。が、自分の魂を引き換えにヘイゼルを生き返らせ、自分が襲ってきて返り討ちに遭う嘘の記憶をヘイゼルに吹き込み死亡。その後、蘇生術で再び生き返らされ僕となった。最後は魂のストックがなくなり自分が死んだ後モンスター化したヘイゼルを止めることを三蔵一行に託しヘイゼルに「お前といた時間は楽しかった」と言い残し笑顔で死んでいった
フィルバート＝グロース
声：金尾哲夫
ヘイゼルの養父にして高名な退魔師。ヘイゼルのことを誰よりも気にかけ、それ故彼が自分の跡を継ぐことに反対していた。かつて烏哭に妖怪にやられかけていたところを助けられたこともある。ヘイゼルがまだ幼い頃に妖怪に殺された。

### 天界
悟空（ごくう）
声：保志総一朗
東勝神州傲来国にある花果山山頂の仙岩卵から生まれた。大地が生んだ生命体で、妖怪とも人間ともつかぬ異端の存在。凶事の象徴とされる金晴眼を持つ為、下界から天界へと連れて来られた。天界は殺生事が御法度な為処分を免れ、金蟬童子の元に預けられる。
天界に連れてこられた際にひとつ20kgほどもある枷を両手足につけられたが、本人には邪魔だ位の認識しかなく驚くほど身軽である。
野山で育った為粗野な部分も目立ち「野猿」と称されるも、子供らしい純粋な心と真直ぐな言葉に、周囲の大人達は魅せられてゆく。しかしその小さな身体に秘められた「斉天大聖」の力と残虐性は絶大な物である。
生まれて最初に見た月を太陽だと思っているため、悟空の言う「太陽」とは月の事である。金蝉の金色の髪のことも「太陽」と呼ぶ。
『最遊記』の時より幼い姿である。またこのころから食に人一倍興味があった。
金蟬童子（こんぜんどうじ）
声：関俊彦
観世音菩薩の甥。長く細い金糸の髪に、睫毛の長い垂れ目。その容貌は、どこか玄奘三蔵に似ている。
天界人としての地位は高いが、その仕事は主に書類に目を通す事ばかりで、退屈に心を病んでいた。典型的なおぼっちゃまで苦労知らず、内弁慶で態度も大きいが体力も根気もない。世間知らずなだけに根は純粋だが、言葉遣いが悪いのは観世音菩薩の影響とされる。
悟空と出会い、天蓬や捲簾からも影響を受けて、大切な物を守るべく今までの自分を打破し、強大な力に立ち向かう決意を抱く。悟空のことを非常に大切に思っており、「太陽」は悟空のほうだと述べた。
悟空たちが謀反の罪を着せられ天界を追われた時は、最期まで悟空と共にいた。李塔天の最後の抵抗で次空ゲートに挟まれ、最期は圧し潰され消滅した。
悟空の名付け親である。判を角度も写りもキレイに押すことが趣味。
捲簾（けんれん）
声：平田広明
天界西方軍大将。黒髪の短髪に三白眼、皮肉めいた口調、大きな子供のような笑顔。その面差しはどこか沙悟浄に似ている。
酒と花と女を愛でる無頼者。名うての武将で、元は東方軍の大将だったが、上官の妻を寝取った事で西方軍に左遷され、天蓬元帥の部下となる。子供や部下にとっては良き兄貴的存在だが、上層部からは煙たがられている。高所恐怖症であり、木登りも下りられる範囲でなければ登れない。
天蓬の夫役と黙認されるほど、戦場に立つ際は勿論、プライベートでも親友として行動を共にすることが多い。天界の事勿れ主義な方針に疑問を抱いている。趣味は釣りで、水面を挟んだ見えない敵とのバトルを楽しんで酒の肴にする。煙草は入手が難しい為、その銘柄はマチマチらしい。
悟空たちが謀反の罪を着せられ天界を追われた時は、「ナタク」たちの囮となって悟空たちを逃がした。「ナタク」らや敖潤を相手に激戦を繰り広げたが力尽き、敖潤に全てを託して最後の「ナタク」に喰われ死亡した。
アニメでは赤い髪になっていた（RELOAD BLASTでは原作同様黒髪）。
天蓬（てんぽう）
声：石田彰
天界西方軍元帥。放っておいたら伸びたようなセミロングの黒髪と、度のキツい眼鏡。優しさと厳しさを秘めた整った顔立ち。その風貌はどこか猪八戒に似ている。
階級は捲簾より上だが、軍を率いるときは副官を務めている。金蟬童子の友人で古い付き合い。読書マニアで、自分の書庫を持ち、学書から俗書まで揃えている。しかし、一度読み始めると本の世界に入り込んでしまうため、部屋はいつも本に埋もれている。捲簾から、「物置」と言われてしまうほどの有様。また下界の物が大好きで、造型美だと言ってはわけの判らない物を執務室に収集している。
飄々とした掴み所のない性格で、常にマイペース。自分の事にすら全く構う気がなく、ヨレヨレの白衣とフケまみれの髪で端正な顔立ちも台無し。更には便所サンダルを常に履いている。果てには上官に会う際は、ネクタイさえしておけば問題ないと思っている。
変人として有名だが、戦場に立った時の冷静沈着な洞察力と戦闘能力は別人のようで、上司である竜王には優秀な軍人として一目置かれている。捲簾が解任されそうになった時は、抗議し相手を殴り倒したこともある直情派でもある。
悟空たちが謀反の罪を着せられ天界を追われた時は、悟空と金蟬を逃がし、回廊にて天界軍の前に立ちはだかる。多くの天界軍を一人で殺害したが力尽き、最期は抄雨と刺し違え死亡した。
敖潤（ごうじゅん）
声：山路和弘（テレビアニメ）→東地宏樹（CDドラマ・外伝）
西海竜王の名を持つ捲簾・天蓬の上官。はっきりとした明記はされていないが、ジープ（白竜）の前世の姿。
天界には人間と見た目が変わらない者が多い中、人型ながらも白い鱗の肌、角など普通の天界人とはかけ離れた容姿を持つ。闘神一族出のエリート軍人。敖広、敖欽、敖順らとともに竜王四兄弟と呼ばれている。
金蝉達が逃走する際に人質とされたが、彼らといる内に少しだけ感化された。その後研究室で捲簾と一戦交えたが「ナタク」の奇襲を受け片目を失う。捲簾が身を張ってかばい飼育室を抜け出すが、落下の衝撃で下半身と頸椎を損傷、及び内臓破裂の重体となるも一命を取り留める。その後李塔天の罪を告発し、悟空たちの軌跡を綴った。
哪吒（なたく）
声：幸田夏穂
天界で唯一殺生が許される闘神太子「哪吒太子」。李塔天の息子で500年前の悟空の友達。
生来はやんちゃで明るい性格で、眠りこけていた天帝の顔に落書きするなど子どもらしい一面を持っており、悟空ともすぐに仲良くなった。しかし、父・李塔天に対して、恐怖に似た忠誠心を持って従っている。
地上で牛魔王が暴走した際には、討伐しその一族を天竺国・吠登城に封印した。
その生まれは母の腹からではなく、李塔天により「造成」されたもの。彼が天界において実権を握るために創り出された。「悟空を殺せ」という父の絶対的な命令と、悟空に対する友情との間に葛藤した結果、悟空の目の前で自害してしまう。
現代では意識がなく、椅子に座ったまま動かない状態になっている。
なお本作では安能務版の封神演義と同じ読み方をとっているが、本来は「吒」に「たく」という読み方は無い。
李塔天（りとうてん）
声：磯部勉（テレビアニメ）→稲葉実（CDドラマ・OVA、RELOAD BLAST ）
哪吒の父親。ドレッドヘアと髭面がトレードマーク。天界での地位はさほど高くはなかったが、息子の哪吒が闘神太子になったのを機にその立場を利用し、のし上がっていった人物。その真の目的は天帝の座を奪い取り、天界を支配することにあった。
悟空が哪吒に代わって闘神となることを恐れ、彼を使い悟空や金蝉達を殺そうとしたが失敗。覚醒した斉天大聖により右目を抉られた。敖潤が捕まった後、天界西方軍の指揮を執る。
次空ゲートに辿り着いた悟空たちを追い詰めるが、暴走した「ナタク」が起こした落盤の下敷きになる。金蝉に右腕を切り落とされたが、最後の力を振り絞ってゲートを閉じることで金蟬を殺害し、死亡した。
観世音菩薩（かんぜおんぼさつ）
声：玉川紗己子（CDドラマ）→渡辺美佐（幻想魔伝）→五十嵐麗（RELOADシリーズ・外伝）
三蔵一行に牛魔王蘇生実験の阻止を命じた神。天界を司る五大菩薩の一柱で、慈愛と慈悲の象徴。両性具有。化身は鶴。
言葉遣いが悪く、周りを気にせず言いたいことを言う唯我独尊的性格。原作の衣服は露出度が高く、上半身が透けている。斉天大聖と化した悟空を軽くあしらえる実力を持つが、普段は飄々としており、強い素振りは一切見せない。悟空の500年前の姿を知り、悟空の妖力制御装置をつけた張本人でもある。趣味はあるようだが、二郎神曰く「子供に言えないような趣味」らしい。
恵岸行者が連れてきた子供（悟空）の世話を金蝉に一任した。
反乱が収束した後、頑なにゲートの前から動こうとしなかった悟空に金蟬らの分まで生きるよう諭し、彼の名前以外の記憶を消した。
また、現代では天界から三蔵一行の動向を、楽しみながらも温かく見守る。三蔵が重傷を負い悟空が暴走した際には、下界へ自ら助けに降りた。
二郎神（じろうしん）
声：山寺宏一（CDドラマ）→仲野裕（CDドラマ）→石井隆夫（テレビアニメ・外伝）→伊藤和晃（RELOAD  BLAST）
観世音菩薩に付き従う神で、主人に振り回され気味の苦労人。豊かな髭が特徴。観世音菩薩の退屈しのぎに将棋を指すこともある。趣味はボトルシップ。
天帝（てんてい）
石井圭祐（RELOAD BLAST）
天界の頂点に立つ絶対的な存在。だが、それは表向きであり、実際は天界上層部内での軍の台頭や哪吒を擁する李塔天により進言されたことの最終決定権をするだけに留まる。多くは、「天帝」「御前」と呼ぶが、観世音菩薩や哪吒などからは「じじい」と呼ばれる。李塔天の仲間である抄雨により殺害された。
円雷（えんらい）
天界軍第二小隊隊長。元々は第一小隊隊長だったが、天蓬とそりが合わないため自ら第二小隊へと移籍した。
下界へのゲートに続く道で金蝉たちを待ち受けるが、第一小隊の不意打ちにあい失敗、最期は天蓬に斬り殺された。
抄雨（しょうう）
天界軍大将にして第四部隊隊長。李塔天の仲間。天帝を殺害し、その罪をすべて金蝉たちに着せようと企む。次空ゲートへの道を阻むが、天蓬と刺し違え死亡した。
賀猛（がもう）
天界軍元帥。李塔天の仲間。地下で「ナタク」になりそこなった化け物たちの管理をしていた。「ナタク」たちに金蝉たちを襲うよう差し向ける。捲簾との戦いの中で「ナタク」の攻撃に押し潰され死亡。

### 大霜寺
象凌（ぞうりょう）
一ノ班の体術師範代の男。

### 一ノ班
峯明（ほうめい）
声：立花慎之介（ドラマCD）
一部の人物から「ほーさん」と呼ばれている。別名「減点僧」。真言などの予備動作を抜きに強力な法術を操ることが可能なほどの法力を持つ。後の光明三蔵である。
桃醍（とうだい）
声：安元洋貴（ドラマCD）
2メートルを超える筋骨隆々で黒い長髪の男。一部の人物から、「モモちゃん」と呼ばれている。結婚を目前とした矢先に恋人が死去し、仏内に入る。後の剛内三蔵。
玄灰（げんかい）
声：斎藤千和（ドラマCD）
辮髪の妖怪の男。先見の力を持ち、手に触れた者の未来を読み取る事が出来る。先見の力を発動する際には、眼の光が無くなり、自らの感情に蓋を閉めた状態となる。幼少の頃に、両親に商売道具として扱われてきたが、親の死後、寺に引き取られる。成長が止まっており、峯明や桃醍よりも年上。後の天恢三蔵で、代々妖怪が守護することが通例である魔天経文を守っていた。
道卓（どうたく）
声：羽多野渉（ドラマCD）
三白眼で強面な男。一部の人物から、「アゴタク」と呼ばれている。一ノ班で唯一、頼れるアニキ的なサバサバした性格をしている。幼少の頃に、親の為にと自ら身売りされ、禅寺の下働きを獲て僧となる。外見とは裏腹に、学力も体術も人並みを軽く上回っており、教官らからの信頼も厚い。
青藍（せいらん）
声：川島得愛（ドラマCD）
常に冷静で、身体能力が高い優等生キャラ。一部の人物から、「せーさん」と呼ばれている。犬や猫を含む牙をもつ動物が大の苦手で、脂汗が止まらなくなる。
蝶庵（じょうあん）
声：柿原徹也（ドラマCD）
おかっぱの男。一部の人物から、「お蝶さん」と呼ばれている。体力は低いが、峯明に次ぐ法術の使い手。班内では最も華奢な体格。右胸付近に薔薇のタトゥーを入れている。幼少の頃に、村を救った三蔵法師を美しいと思ったのをきっかけに、三蔵法師を目指している。
丸福（がんぷく）
声：福島潤（ドラマCD）
陽気で調子の良いムードメーカー。本名はマルコム＝チチェスター。根っからの商人気質で、お金が第一。普段はバンダナを撒いていて見えないが、銀髪である。一部の人物から、「マル」「ガンちゃん」と呼ばれている。太っているが、筋肉質な相撲体形。西の大陸生まれの両親を持ち、異国人である事から幼少の頃に差別を受けてきた。
宗迅（そうじん）
声：長嶝高士（ドラマCD）
一部の人物から、「オッサン」「カーネル」と呼ばれている。
陸善（りゅうぜん）
声：飛田展男（ドラマCD）
一部の人物から、「メガネ」と呼ばれている。
抄雲（しょううん）
声：寺島拓篤（ドラマCD）
一部の人物から、「しょーちゃん」と呼ばれている。
義兆（ぎちょう）
声：中井和哉（ドラマCD）
一部の人物から、「ぎっちょん」と呼ばれている。

### 勢力不明
賽太歳（さいたいさい）
声：諏訪部順一
『RELOAD』第1話・第5話のラストに登場（アニメには登場せず）。サングラスを掛けて煙管を吸っている年齢不詳の人物で、耳の形状こそ妖怪だが今のところ正体不明。同人誌『最遊記OFFROAD』（峰倉かずや責任編集、一迅社発行）に収録されている峰倉の短編漫画『最遊記オフロード』でも悟空の夢枕に姿を見せる形で登場している。
後に『BLAST』第2話で再登場。
タルチエ
声：斎藤千和
桃源郷西域で三蔵一行を待ち受けていた、賽太歳と行動を共にする妖怪の紋様を持つ少女。
三蔵が扱う魔天経文のかつての守護者・天恢三蔵法師とは双子の関係にあたる。彼と同じ先見の力を持つクマリで、三蔵一行に不吉な預言を授ける。

## アニメオリジナル

### 最遊記（OVA版）
焔推（えんすい）
声：三木眞一郎
OVA版『最遊記』に登場。ジープに時限爆弾を埋め込んだ妖怪。

### 幻想魔伝 最遊記
焔、是音、紫鴛の3人は『幻想魔伝 最遊記』に登場したアニメオリジナルキャラクターである。原作には登場しなかったが、1コマだけ3人の姿が出たことがあり、『Gファンタジー++』（2001年発売）においては、アニメ設定とは異なるものの、焔を主役とした短編漫画が掲載されている。アニメ版で3人を演じた声優陣はテレビシリーズ第1期終了後に制作された劇場版に友情出演している。
焔（ほむら）
声：森川智之
天界の闘神太子でナタクの後任。天界人と人間のハーフで、妖怪とのハーフと同じく禁忌の子である。右目は孫悟空と同じ金晴眼。天帝に仕える身だが反旗を翻し、この世に新たなる世界を築こうと企む。三蔵一行の前世を知る者である故、彼らを前世の名で呼ぶ。武器は「聖龍刀」と呼ばれる長刀。両手首に掛けられた手枷を外すと本来の力を発揮する。はるか昔に「鈴麗（りんれい）」という天界人の恋人がいたが、天帝により引き裂かれ、それを機に天上界への復讐を決意する。また人間の血を受け継いでいるので長くは生きられない体でもある。新天地創造を目的とし聖天経文と三蔵の持つ魔天経文と新天地の鍵である悟空を狙う。
是音（ぜのん）
声：堀川仁
焔と行動を共にする天界人。右目を眼帯で隠している。人間の妻と息子を妖怪に殺されたため、妖怪を憎んでいる。武器は三蔵が使う「昇霊銃」を連射式にした「魔神銃（ましんがん）」。紫鴛と常に行動を共にし、酒場ではいつも一番強い酒を注文する。右目の眼帯を外すと本来の力を発揮する。だがその力は長時間制御することが出来ない。悟浄曰く「子供好き」。
紫鴛（しえん）
声：家中宏
是音同様、焔と行動を共にする細目の天界人。無益な殺生を好まないが、己の邪魔をする者や攻撃してくる者には容赦ない。武器は懐に入れて携帯している二本の光の鞭。祭夏の街では“神”と崇められていた。烏龍茶が好物。頭部の髪紐を解くと本来の力を発揮する。

### 劇場版 幻想魔伝 最遊記 Requiem 選ばれざる者への鎮魂歌
呉道雁（ご どうがん）
声：置鮎龍太郎、福山潤（少年時代）
鵬魔王の館を掌握した仮面の男。
以前は金山寺で三蔵の世話係を務めており、悟空とも面識がある。優秀な学僧だが、拾われ子という理由から以前の寺では、いじめを受けていた。三蔵に認められたい一心で山籠もりで修行の日々を送り、金山寺に伝わる武術や式神の術を体得。3年間の修行を終えて戻ってきたが、その時には、三蔵は悟空たちと共に西へ旅立った後だった。このショックから、三蔵に相応しい従者は自分だけという歪んだ考えを抱くようになり、鵬魔王一族を惨殺し、彼らの血を浴びて、八戒同様に妖怪に転生した。
以前の容姿は三つ編みで、メガネをかけていて、弱々しい風貌だったが、鵬魔王一族襲撃時には、悟浄のような顔つきになっており、髪の色も悟浄と同じ禁忌の子である朋蘭の血で染めた。三蔵が橙色の紙飛行機を作っていたことから、橙色の紙飛行機を核として、式神を作り出す。
朋蘭を使い、三蔵一行を誘き寄せた後、彼等の偽物を作り、錯乱させる。決戦時は、金山寺の呪札の暴走で筋肉粒々化（八戒曰く「ワイルド」）したり、胸部にブラックホールが発生するようになるが、 朋蘭の捨て身の行動でブラックホールが止まった後、三蔵に撃たれて、最期を迎える。
朋蘭（ほうらん）
声：矢島晶子
鵬魔王の娘で妖怪の男性と人間の女性の間に産まれた禁忌の子の少女。
父を初めとした一族に愛されながら育ったが、道雁に一族を皆殺しにされてしまう。自身も千人目の妖怪の血にされかけ、悟浄に似た男が身代わりとなったことで命拾いするが、自我を保ったまま、道雁の従者に変えられてしまう。
三蔵一行を誘き出す際には、髪の色を緑に、瞳の色を茶色に変えていたが、シャワー中の悟浄の暗殺を試みた際に禁忌の子であることを知られてしまう。道雁に苦戦する三蔵一行を救うべく、自らの命と引き換えに道雁のブラックホールに飛び込み、内部から力を封じ、三蔵一行に勝機を与えた。

## 最遊人に登場
天蚕三蔵法師（てんぞん さんぞうほうし）
光明以前の魔天経文の所持・守護者。光明、剛内の修行仲間であり、3人がそれぞれ三蔵となった後も友人として親交を持った。光明が若くして2つの経文を継承したとされることから早世したものと思われる。なお、魔天経文は玄奘、光明以前は代々妖怪の三蔵法師が継承し守護していたという記述があることから、天蚕は妖怪の中から選ばれた最後の三蔵法師と考えられる。